# Hans Holmér
Hans Gillis Åke Holmér (* 28. Dezember 1930 in Stockholm; † 4. Oktober 2002 in Alstad, Schweden) war ein schwedischer höherer Polizeibeamter und Jurist.

## Leben
Hans Holmér war ein Sohn des schwedischen Leichtathleten Gustaf Richard Mikael Gösta Holmér (1891–1983).
Er studierte Rechtswissenschaften an der Universität Stockholm und absolvierte den Militärdienst in der Armeejägerschule in Kiruna. Ab 1952 stand er im Polizeidienst und machte 1962 den juristischen Abschluss. 1965 wurde er Staatsanwalt im Bezirk Stockholm. Von 1966 bis 1970 war er Ministerialdirektor der schwedischen Reichspolizei, 1970 wurde er Chef des Inlandsgeheimdienstes. 1976 wurde er zunächst Polizeipräsident und 1984 Bezirkspolizeipräsident von Stockholm.
1981 verfasste er einen Bericht zur Drogenproblematik, 1983 wurde er zum Leiter der Drogenkommission der Regierung unter Olof Palme berufen.
Nach der Ermordung Olof Palmes am 28. Februar 1986 übernahm Holmér die Leitung der Ermittlungen. Am Mordtag selbst war Holmér als Teilnehmer des Wasalaufes abwesend und konnte erst am nächsten Tag, dem 1. März 1986, die Arbeit aufnehmen. Dabei geriet Holmér selbst immer wieder ins Kreuzfeuer der Kritik. Unter anderem wurden ihm eine einseitige Ermittlung und Schlampereien bei der Beweisaufnahme vorgeworfen. Im Februar 1987 wurde er von der Leitung der Ermittlungen entbunden, im März 1987 reichte er schließlich sein Entlassungsgesuch aus dem Polizeidienst ein.
1988 beschrieb er in einem Buch detailliert die Ermittlungen, die sich gegen Ende seiner Dienstzeit vornehmlich gegen Angehörige der PKK richteten, und beklagte sich über die mangelnde Unterstützung der Staatsanwaltschaft bei der Erhebung von Zeugenaussagen und Beweisen. Nach Veröffentlichung des Buches zog er nach Wien.
Von 1988 bis 1989 war er beratender Experte der Vereinten Nationen für Drogenfragen. 1989 verlegte er sich auf das Schreiben und verfasste bis zu seinem Tode 12 Kriminalromane.
Holmér war viele Jahre sportlich sehr aktiv, übte unter anderem Rodeln, Handball, Fußball und Eishockey aus, und nahm an 17 Wasaläufen teil.
In der schwedischen Miniserie Der unwahrscheinliche Mörder aus dem Jahr 2021 über den Palme-Mord wurde Hans Holmér von dem schwedischen Schauspieler Mikael Persbrandt verkörpert.

## Bücher
- 1981, Narkotikaproblemet, en annorlunda polisrapport (Tidens debatt), Tiden, ISBN 91-550-2532-3
- 1988, Olof Palme är skjuten!
  - Deutsche Ausgaben:
  - 1989, Tod in Stockholm – Der Mordfall Olof Palme, Rasch-und-Röhrig
  - 1991, Tod in Stockholm – Der Mordfall Olof Palme, Droemer Knaur, ISBN 3-426-04084-0
- 1990, Loppan, ISBN 91-46-20328-1
- 1991, Monika, ISBN 91-46-20329-X
- 1992, Igloo
- 1993, Masken
- 1994, Tie-break
- 1995, Blindträff
- 1996, Cykeln
- 1997, Stockholm 2004, ISBN 91-46-17581-4
- 1998, Krysset, ISBN 91-46-17514-8
- 1999, Birka
- 2000, Åttan
- 2001, Blodshämnd, ISBN 91-46-18362-0